# Dendronephthya revelata
Dendronephthya revelata is een zachte koraalsoort uit de familie Nephtheidae. De koraalsoort komt uit het geslacht Dendronephthya. Dendronephthya revelata werd in 1962 voor het eerst wetenschappelijk beschreven door Tixier-Durivault & Prevor. 